# Sprengelia
Sprengelia is een geslacht uit de heidefamilie (Ericaceae). De soorten komen voor in Zuidoost-Australië en Nieuw-Zeeland.

## Soorten
- Sprengelia distichophylla (Rodway) W.M.Curtis
- Sprengelia incarnata Sm.
- Sprengelia minima Crowden
- Sprengelia montana R.Br.
- Sprengelia monticola (A.Cunn. ex DC.) Druce
- Sprengelia propinqua A.Cunn. ex DC.
- Sprengelia sprengelioides (R.Br.) Druce

... · 
Acrothamnus · 
Acrotriche · 
Agapetes · 
Agarista · 
Andersonia · 
Andromeda · 
Arbutus · 
Arctostaphylos · 
Calluna · 
Cassiope · 
Chimaphila · 
Daboecia · 
Dracophyllum · 
Empetrum · 
Enkianthus · 
Erica (Dophei) · 
Kalmia · 
Leptecophylla · 
Moneses · 
Monotropa · 
Orthilia · 
(Oxycoccus (Veenbes)) · 
Pieris · 
Pyrola (Wintergroen) · 
Rhododendron (Rododendron) · 
Vaccinium (Bosbes) . 
Woollsia . 
...